# Aethalina plumosa
Aethalina plumosa là một loài bướm đêm trong họ Erebidae.